# Cajnče
Cajnče (nemško Tultschnig) je naselje v Občini Kriva Vrba v Okraju Celovec-dežela na Koroškem v Avstriji.